# Bythotiara parasitica
Bythotiara parasitica is een hydroïdpoliep uit de familie Bythotiaridae. De poliep komt uit het geslacht Bythotiara. Bythotiara parasitica werd in 1915 voor het eerst wetenschappelijk beschreven door Kirk. 